# Campionato balcanico maschile di pallacanestro 1967
Il 9º Campionato Balcanico Maschile di Pallacanestro, si è disputato a Skopje, in Jugoslavia, tra il 10 e il 14 maggio 1967.
Le medaglie d'argento e di bronzo furono assegnate in base alla differenza punti negli scontri diretti, dato che Bulgaria, Grecia e Romania terminarono a parimerito.

## Risultati
|    | Nazionale  | G | V | P | PF  | PS  | Diff.    |
| -- | ---------- | - | - | - | --- | --- | -------- |
| 1. | Jugoslavia | 4 | 4 | 0 | 373 | 290 | +83      |
| 2. | Bulgaria   | 4 | 2 | 2 | 302 | 312 | -10 (+3) |
| 3. | Grecia     | 4 | 2 | 2 | 308 | 316 | -8 (0)   |
| 4. | Romania    | 4 | 2 | 2 | 264 | 285 | -21 (-3) |
| 5. | Turchia    | 4 | 0 | 4 | 278 | 322 | -44      |

## Classifica finale
| -  | Paese      | Formazione |
| -- | ---------- | ---------- |
|    | Jugoslavia |            |
|    | Bulgaria   |            |
|    | Grecia     |            |
| 4. | Romania    |            |
| 5. | Turchia    |            |